# KBS 중계석
KBS 중계석은 매주 목요일, 금요일 새벽 12시에 KBS 1TV에서 방송되는 한국방송공사의 텔레비전 프로그램이다. 문화 예술계의 다양한 공연을 방영하는 텔레비전 프로그램이다.

## 방송 시간
| 방송 채널 | 방송 기간                                                           | 방송 시간                                           |
| --------- | ------------------------------------------------------------------- | --------------------------------------------------- |
| KBS 1TV   | 2008년 4월 15일 ~ 2008년 4월 18일                                   | 매주 화, 금요일 낮 2시 10분                         |
| KBS 1TV   | 2016년 1월 7일 ~ 2016년 1월 8일                                     | 매주 목요일 새벽 2시 55분 매주 금요일 새벽 3시 10분 |
| KBS 1TV   | 2016년 1월 14일 ~ 2016년 1월 15일                                   | 매주 목요일 새벽 3시 15분 매주 금요일 새벽 3시 20분 |
| KBS 1TV   | 2016년 1월 21일 ~ 2016년 1월 22일                                   | 매주 목요일 새벽 3시 5분 매주 금요일 새벽 3시 15분  |
| KBS 1TV   | 2016년 1월 28일 ~ 2016년 1월 29일                                   | 매주 목요일 새벽 3시 25분 매주 금요일 새벽 3시 5분  |
| KBS 1TV   | 2016년 2월 4일 ~ 2016년 2월 5일                                     | 매주 목요일 새벽 3시 30분 매주 금요일 새벽 3시 25분 |
| KBS 1TV   | 2016년 2월 11일 ~ 2016년 2월 12일                                   | 매주 목요일 새벽 3시 5분 매주 금요일 새벽 3시       |
| KBS 1TV   | 2016년 2월 18일 ~ 2016년 2월 19일 2016년 3월 10일 ~ 2016년 3월 11일 | 매주 목요일 새벽 3시 10분 매주 금요일 새벽 3시 15분 |
| KBS 1TV   | 2016년 2월 25일 ~ 2016년 2월 26일                                   | 매주 목요일 새벽 2시 55분 매주 금요일 새벽 3시 5분  |
| KBS 1TV   | 2016년 3월 3일 ~ 2016년 3월 4일                                     | 매주 목요일 새벽 2시 55분 매주 금요일 새벽 3시 15분 |
| KBS 1TV   | 2016년 3월 17일 ~ 2016년 3월 18일                                   | 매주 목요일 새벽 3시 5분 매주 금요일 새벽 3시 20분  |
| KBS 1TV   | 2016년 3월 24일 ~ 2016년 3월 25일                                   | 매주 목요일 새벽 3시 10분 매주 금요일 새벽 3시 5분  |
| KBS 1TV   | 2016년 3월 31일 ~ 2016년 4월 1일                                    | 매주 목요일 새벽 3시 매주 금요일 새벽 2시 55분      |
| KBS 1TV   | 2016년 4월 7일 ~ 2016년 4월 8일                                     | 매주 목요일 새벽 3시 5분 매주 금요일 새벽 3시 15분  |
| KBS 1TV   | 2016년 12월 1일                                                     | 매주 목요일 새벽 3시                                |
| KBS 1TV   | 2016년 12월 8일/2017년 1월 5일                                      | 매주 목요일 새벽 3시 5분                            |
| KBS 1TV   | 2016년 12월 15일 ~ 2016년 12월 22일                                 | 매주 목요일 새벽 3시 20분                           |
| KBS 1TV   | 2016년 12월 29일 ~ 2016년 12월 30일                                 | 매주 목요일 새벽 3시 10분                           |
| KBS 1TV   | 2017년 4월 6일 ~ 2017년 4월 7일                                     | 매주 목요일 새벽 3시 10분 매주 금요일 새벽 3시 15분 |
| KBS 1TV   | 2017년 4월 13일 ~ 2017년 4월 14일                                   | 매주 목요일 새벽 3시 35분 매주 금요일 새벽 3시 5분  |
| KBS 1TV   | 2020년 7월 2일 ~ 2023년 3월 10일                                    | 매주 목, 금요일 새벽 1시                            |
| KBS 1TV   | 2023년 3월 17일 ~ 2024년 3월 1일                                    | 매주 금요일 새벽 12시                               |
| KBS 1TV   | 2024년 3월 7일 ~ 2024년 10월 4일 2024년 10월 23일 ~ 현재            | 매주 목, 금요일 새벽 12시                           |
| KBS 1TV   | 2024년 10월 10일 ~ 2024년 10월 11일                                 | 매주 목, 금요일 새벽 12시 10분                      |
| KBS 1TV   | 2024년 10월 17일 ~ 2024년 10월 18일                                 | 매주 목, 금요일 새벽 1시 10분                       |

## 같이 보기
- KBS 교향악단 연주회
- KBS 슈퍼클래식